# 다이아이오도티로신
다이아이오도티로신(영어: diiodotyrosine)은 갑상샘 호르몬 생성 과정에서의 전구체이며, 페놀 고리의 다른 메타 위치에서 모노아이오도티로신의 아이오딘화로부터 생성된다.

## 기능
다이아이오도티로신은 갑상샘 과산화효소(갑상샘 호르몬의 생성에 관여함)의 조절인자이다.
트라이아이오도티로닌은 다이아이오도티로신이 모노아이오도티로신(갑상샘 여포의 콜로이드에 존재함)과 결합으로 인해 형성된다.
다이아이오도티로닌 두 분자가 결합해서 갑상샘 호르몬인 티록신(T4 및 T3)을 생성한다.

## 같이 보기
- 3-아이오도티로신
- 다이아이오도티로신 아미노기전이효소